# Eusterinx trifasciata
Eusterinx trifasciata är en stekelart som först beskrevs av William Harris Ashmead 1899.  Eusterinx trifasciata ingår i släktet Eusterinx och familjen brokparasitsteklar. Arten är reproducerande i Sverige. Inga underarter finns listade i Catalogue of Life.